# Substratlaicher

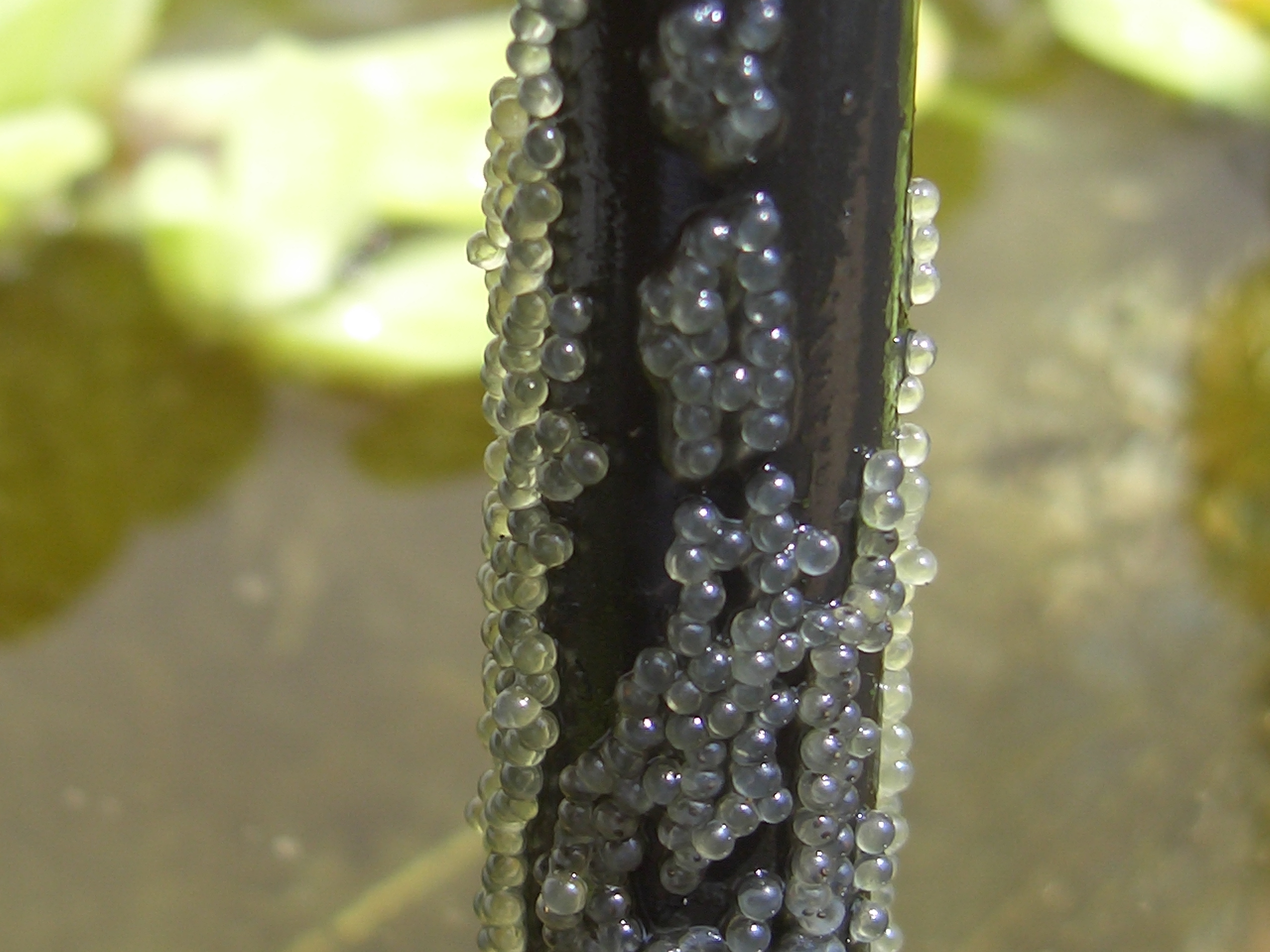
Laich des Moderlieschens (Leucaspius delineatus) in Bändern an Holz abgelegt

Als Substratlaicher oder Haftlaicher bezeichnet man Fische, die ihre Eier an einen festen Untergrund, also an ein Laichsubstrat wie Steine, Holz oder Pflanzenblätter heften. Arten, die ihre Eier nicht an ein Substrat anheften, sondern aktiv in das Kiessediment (Hyporheisches Interstitial) einbringen, werden als Interstitiallaicher bezeichnet. Nach dem bevorzugten Untergrund werden Kieslaicher und Krautlaicher unterschieden. Weiterhin können Arten unterschieden werden, die ihre Eier nur auf dem Substrat ablegen und solche, die danach Brutpflege betreiben. Letzterer Typ von Substratlaichern findet sich z. B. unter den Buntbarschen (Cichlidae), den Riffbarschen (Pomacentridae) und Harnischwelsen (Loricariidae). Bei Substratlaichern ist die Anzahl der Eier meist viel geringer als bei den Freilaichern, da sie an geschützten Orten abgesetzt und eventuell von den Eltern beschützt werden.

## Offenbrüter und Verstecklaicher
Die Substratlaicher, Haftlaicher oder Substratbrüter werden in zwei große Gruppen eingeteilt: Offenbrüter und Verstecklaicher:
- Die Offenbrüter[6] legen ihre Eier offen auf einer meist zuvor gründlich gereinigten Stelle ab. Sie haben in der Regel transparenten Laich.[5] Die Ablagestelle ist eine Mulde oder eine senkrechte oder eine schräge Fläche (Stein, Wurzeln, Pflanzen).[7]
- Verstecklaicher (Versteckbrüter oder auch Höhlenbrüter genannt) bevorzugen Höhlen oder Wurzeln und legen ihre Eier vor feindlichen Blicken geschützt ab.[8] Die Eier der Höhlenbrüter sind farblich oft auffällig.[5]

## Laichsubstrate
Während Arten wie zum Beispiel Rotaugen und Brachsen kein spezielles Laichsubstrat benötigen, bringen phytophile Arten ihre Eier an pflanzlichem und lithophile Arten ihre Eier an grobem, kiesigem Laichsubstrat an. In der Aquaristik werden auch künstliche Laichsubstrate wie beispielsweise ein Wollmob eingesetzt.